# Didier de Cahors
Pour les articles homonymes, voir Saint Didier (homonymie), Saint-Didier et Didier.
Didier de Cahors ou saint Didier, est un évêque de Cahors né vers 580 dans le territoire d'Albi, à Oberge, mort vers 654 dans le même territoire. Il est reconnu saint par l'Église catholique.

## Famille
Son père est Salvius (ou Salvy) et sa mère Herchenfreda.
Il a deux frères Rustique et Siacre. Rustique devient "clerc dès les premières années de son adolescence" et devient archidiacre de Rodez puis administrateur de l'abbaye de la basilique royale puis évêque de Cahors. Siacre fut comte dans l'Albigeois puis juges à Marseille. 
Il a deux sœurs, Sylvie et Avita.  

## Histoire et tradition
Originaire de la Gaule narbonnaise, Desiderius, Didier ou Géry, est issu d'une grande famille gallo-romaine et élevé avec ses deux frères Rusticus et Syagrius. Élevé aux arts libéraux et célèbre pour son éloquence, il est envoyé à la cour de Clotaire II où il se lie d'amitié avec Éloi et Arnoul, futurs saint Éloi et saint Arnoul de Metz.
Clotaire, puis son fils Dagobert, lui confient la trésorerie royale.
En 630, il est envoyé par Dagobert à Cahors à la demande des habitants de la ville pour en devenir évêque et succéder à son frère Rustique, assassiné lors d'une émeute,.
La ville de Cahors connaît sous l'épiscopat de ce grand réformateur d'importants travaux d'urbanisme. Il dota la ville de nombreux édifices religieux. Disciple de Colomban de Luxeuil, son ministère fut fortement inspiré par la règle de saint Colomban.